# 71 frammenti di una cronologia del caso
71 frammenti di una cronologia del caso (71 Fragmente einer Chronologie des Zufalls) è un film del 1994 diretto da Michael Haneke.
Fu presentato alla Quinzaine des Réalisateurs del 47º Festival di Cannes.

## Trama
Il 23 dicembre 1993 un uomo entrò in una banca e uccise tre persone, quindi, uscito, si suicidò.
Da questa notizia di cronaca offerta come incipit scritto, intercalando inserti di telegiornali che raccontano dei drammi internazionali che si vivevano a quell'epoca, si ricostruiscono i giorni immediatamente precedenti delle persone direttamente coinvolte in quella tragedia. In frammenti, ognuno dei quali è separato dall'altro tramite uno stacco e una breve inquadratura nera, si presentano in parallelo le vite di alcune persone. Un bambino orfano fuggito dalla Romania e vissuto rubacchiando che, assurto alle cronache, viene adottato da una famiglia. Quindi è presentata la vicenda di questa famiglia che ha appena completato il percorso di adozione di una bimba con la quale però è difficile comunicare. I turbamenti di un ragazzo, poi autore della strage, e la catena di persone che gli hanno procurato la pistola protagonista dei delitti. Le sofferenze di un anziano solo, padre della direttrice di banca teatro del misfatto, e i problemi familiari e personali di un altro uomo, che porterà i valori in banca il giorno fatale.
Armatosi, forse per commettere un suicidio, il ragazzo turbato, si ferma ad una stazione di benzina dove, effettuato il self-service, non riesce a pagare non avendo contanti e non funzionando il bancomat. La questione va per le lunghe e non sembra risolversi, esasperandolo. Così, pistola alla mano, entra nella banca in cui sono stati scortesi sparando a caso sui presenti, quindi esce, torna in macchina e si suicida.
Gli ultimi frammenti presentati sono di un servizio del telegiornale che parla dell'indagine riguardante Michael Jackson e le accuse di pedofilia a suo carico.